# Außenfinanzierung
Als Außenfinanzierung (oder externe Finanzierung) wird in der Betriebswirtschaftslehre eine Finanzierung bezeichnet, die einem Unternehmen von außen durch andere Wirtschaftssubjekte zugeführt wird und nicht aus dem eigenen Umsatzprozess stammt. Pendant ist die Innenfinanzierung (interne Finanzierung).
.

## Allgemeines
Außerhalb des Unternehmens beschaffte Finanzierungsinstrumente stammen von den Finanzmärkten (Geld-, Kapital-, Devisen- oder Kreditmarkt) und von Lieferanten (Lieferantenkredit) oder Kunden (Kundenkredit). Außenfinanzierung ist Eigenfinanzierung, wenn durch Gesellschafter Eigenkapital zugeführt wird oder Fremdfinanzierung, wenn durch Gläubiger Fremdkapital zur Verfügung gestellt wird.

## Arten
Die Außenfinanzierung kann in folgende Arten unterteilt werden:
| Beteiligungsfinanzierung                                                                                                  | Mezzanine-Finanzierung | Kreditinstitute | Kreditsubstitute                                                                       | Warenfinanzierungen             | Subventionsfinanzierung                                                    |
| --- | --- | --- | -------------------------------------------------------------------------------------- | ------------------------------- | -------------------------------------------------------------------------- |
| Aktienemission, Gesellschafterkapital, Kapitalbeteiligungsgesellschaften, Mitarbeiter-Kapitalbeteiligung, Venture Capital | Genussrechte, Gesellschafterdarlehen, Nachrangdarlehen, Optionsanleihen, stille Beteiligungen, Unitranche-Finanzierungen, Wandelanleihen | Unternehmensfinanzierungen wie Avalkredit, Cash Management, Investitionskredit, Kontokorrentkredit, Lombardkredit, Emission von Unternehmensanleihen | Asset Backed-Finanzierung, Factoring, Forfaitierung, Finetrading, Franchising, Leasing | Lieferantenkredit, Kundenkredit | Investitionszulagen, Zinszuschüsse, finanzielle Fördermittel, Crowdfunding |

Je nachdem, aus welcher Finanzierungsquelle die Mittel stammen, werden sie als Eigenfinanzierung oder Fremdfinanzierung bezeichnet. In der Bilanz findet sich diese entweder als Eigenkapital oder Fremdkapital wieder. Auch die Kapitalerhöhung durch Gesellschafter ist Außenfinanzierung, weil die Gesellschafter eigenständige Wirtschaftssubjekte und autonome Entscheidungsträger darstellen. So kann der Antrag auf Kapitalerhöhung bei einer Aktiengesellschaft in deren Hauptversammlung durch eine Dreiviertelmehrheit der Aktionäre abgelehnt werden (§ 182 Abs. 1 AktG). 

## Wirtschaftliche Aspekte
Bei der Innenfinanzierung wird die Finanzierung mittels eigener Entscheidungen des Unternehmens (Finanzmanagement) durchgeführt, während bei der Außenfinanzierung das Unternehmen auf Entscheidungen anderer Wirtschaftssubjekte angewiesen ist (wie etwa die Kreditentscheidung eines Kreditinstituts oder die Stimme eines Aktionärs in der Hauptversammlung). Außenfinanzierung kann deshalb mit einem Finanzierungsrisiko verbunden sein, weil die Gefahr besteht, dass die Finanzmärkte eine erstmalige Finanzierung, Anschlussfinanzierung oder Prolongation ablehnen oder zu hohe Kreditzinsen verlangen. Dieses Finanzierungsrisiko steigt mit der sich im Kreditrating niederschlagenden verschlechternden Kreditwürdigkeit des kreditnachfragenden Unternehmens. Das gilt auch für das Emittentenrisiko, das unter anderem darin besteht, dass Anleger wegen des hohen Kursrisikos nicht bereit sind, die Aktien aus einer Kapitalerhöhung zu übernehmen.